# اتیین سوریو
اتیین سوریو (به فرانسه: Étienne Souriau متولد ۲۶ آوریل ۱۸۹۲ و درگذشته در ۱۹ نوامبر سال ۱۹۷۹) فیلسوف فرانسوی که به خاطر حوزه کاری در زیبایی‌شناسی مشهور می‌باشد. وی فرزند پائول سوریو می‌باشد.
او در سال ۱۹۲۵ موفق به دریافت مدرک agrégation of philosophy از École Normale Supérieure شد. او بعدها پروفسور دانشگاه سوربن گردید.